# 路利潭
路利潭，是臺灣雲林縣東勢鄉的一個傳統地域名稱，位於該鄉西部偏南。相較於今日行政區，其範圍大致與龍潭村相近。

## 歷史
台灣清治末期，路利潭地區為一街庄，稱為「路利潭庄」，隸屬於海豐堡。該庄北北東與下許厝藔庄為鄰，東南東與東勢厝庄為鄰，南南西邊為程海厝庄，西北西邊為五塊藔庄、普令厝庄。
1901年（日治明治三十四年）11月，全台廢縣廳改設二十廳，該庄隸屬於斗六廳。1903年（明治三十六年）6月，該庄編入「東勢厝區」，仍隸屬於斗六廳。1909年（明治四十二年）10月，合併二十廳為十二廳，東勢厝區改隸屬於嘉義廳。1920年（大正九年），全台地方制度大改正，廢十二廳改設五州二廳，該庄改制為「路利潭」大字，隸屬於臺南州虎尾郡海口庄。
戰後海口庄改制為海口鄉，隸屬於臺南縣，大字亦改制為村。1946年9月，海口鄉拆分為臺西、東勢兩鄉，本地區隸屬於東勢鄉。1950年9月，雲、嘉、南分治，東勢鄉改隸屬於雲林縣。

## 聚落
本地區發展較早的聚落有頂路利潭、下路利潭、后厝、潭塊厝（後壁湖、東潭）等，在日治期初期的官方地圖上已有記載。

## 交通
省道台78線即「東西向快速公路－台西古坑線」，是雲林縣境內的東西向快速公路，大致先以西南西—東北東走向轉西向東經過本地區西半葉的北部，再以西北微西—東南微東走向繞大彎轉西南西—東北東走向經過本地區東半葉的北部。境內未設交流道，西側最近的是位於西鄰東勢厝境內縣道153號交會處的東勢交流道；東側最近的是位於後湖境內省道台19線交會處的元長交流道。由此等向西可前往台西鄉並止於省道台61線（西部濱海快速公路）交會處的台西交流道；向東可前往元長鄉北部、土庫鎮、虎尾鎮南部、大埤鄉東北部、斗南鎮、斗六市南部、古坑鄉西北部、高厝林子頭的東側端點（古坑端）並止於國道3號古坑系統交流道；亦可於雲林系統交流道轉接國道1號前往台灣西部南北各地。
縣道158號（文化路、中山路）是台西鄉海口至斗南鎮北勢仔的道路，大致以西微南—東微北走向轉西南微西—東北微東走向經過本地區，並經過省道台78線（東西向快速公路－台西古坑線）高架橋下。由該道路向西微南轉西北西可繞過東勢市區北側前往台西鄉並止於省道台17線路口；向東北微東可前往土庫鎮、虎尾鎮、斗南鎮並止於省道台1線路口。
縣道153號（光復南路、北美路、無名道路、安南路）是麥寮鄉至北港鎮好收的道路，大致以北北東—南南西走向轉北向南再轉西北微北—東南微南走向再轉北北東—南南西走向再轉西北微北—東南微南走向經過本地區西部邊界外不遠處的同安厝、下許厝寮交界地帶及東勢厝（東勢市區）境內，並經過省道台78線（東西向快速公路－台西古坑線）東勢交流道、縣道158號路口。由該道路向北北東轉北可前往麥寮市區南側並止於省道台17線路口；向東南微南可前往四湖鄉東部、北港鎮西部略偏北的好收並止於縣道155號路口。
鄉道雲121線是安南至路利潭的道路。
鄉道雲124線是五榔至東勢的道路。

## 學校
- 雲林縣東勢鄉龍潭國民小學